# Procrimima
Procrimima är ett släkte av fjärilar. Procrimima ingår i familjen björnspinnare.
Kladogram enligt Catalogue of Life:
| Procrimima | \| \| Procrimima procris \| \| \| \| \| \| Procrimima viridis \| \| \| \| |
|            | \| \| Procrimima procris \| \| \| \| \| \| Procrimima viridis \| \| \| \| |
|            | Procrimima procris                                                        |
|            |                                                                           |
|            | Procrimima viridis                                                        |
|            |                                                                           |